# Pont de Constantin le Grand
Le Pont de Constantin le Grand (en roumain : Podul lui Constantin cel Mare; en bulgare : Велики Мост на Константин, Most na Konstantin Veliki) est un pont romain sur le Danube. Il a été terminé ou remis à neuf en 328 et est resté en usage pendant quatre décennies au plus. Avec une longueur totale de 2437 m, dont une partie de 1137 m traversant le lit de la rivière, le pont de Constantin le Grand est considéré comme le plus long pont de l’Antiquité et un des plus longs de tous les temps.

## Construction et durée de vie
Il s'agissait d'une construction avec des piliers en maçonnerie et des arches en bois, avec superstructure en bois. Il a été construit entre l'actuelle ville roumaine de Corabia (Olt), ancienne Sucidava, et le village bulgare de Gigen (Pleven), ancienne Oescus,, par Constantin le Grand. 
Il n'a apparemment été utilisé que jusqu'au milieu du IVe siècle, la principale raison de cette hypothèse étant que Valens dut traverser le Danube sur un pont de bateaux à Constantiana Daphne lors de sa campagne contre les Goths en 367.

## Données techniques
La longueur du pont était de 2 434 m, avec un tablier en bois d’une largeur de 5,70 m, à 10 mètres au-dessus de l'eau. Le pont avait deux culées à chaque extrémité, siégeant en tant que portes pour le pont.

## Recherches et fouilles
Bien que Marsigli ait tenté de localiser le pont au XVIIe siècle et qu'Alexandru Popovici et Cezar Bolliac aient fouillé au XIXe siècle, les premières véritables découvertes scientifiques ont été réalisées par Grigore Tocilescu et Pamfil Polonic en 1902. En 1934, Dumitru Tudor a publié le premier ouvrage complet sur le pont. La dernière approche systématique sur la rive nord du Danube a été réalisée en 1968 par Octave Toropu.